# Sheldon-Gletscher
Der Sheldon-Gletscher ist ein Gletscher auf der westantarktischen Adelaide-Insel. Er fließt vom Mount Mangin in südöstlicher Richtung zur Sheldon Cove.
Das UK Antarctic Place-Names Committee benannte ihn 1977 nach dem Meteorologen Ernest Brian Sheldon (* 1945) vom British Antarctic Survey, der von 1968 bis 1969 auf der Station der Adelaide-Insel und von 1969 bis 1970 auf derjenigen der Stonington-Insel tätig war, sowie die Station der Adelaide-Insel von 1975 bis 1976 und die Rothera-Station von 1976 bis 1977 geleitet hatte.